# Seeblick
Seeblick är en kommun i östra Tyskland, belägen i Landkreis Havelland i förbundslandet Brandenburg, omkring 11 km norr om staden Rathenow och 84 km väster om Berlin. Kommunen ligger intill sjön Hohennauer See och floden Havel.
Kommunen bildades den 31 december 2001 genom en sammanslagning av de tidigare kommunerna Hohennauen, Wassersuppe och Witzke som alla har status av Ortsteile (kommundelar) i kommunen. Kommunen administreras som en del av kommunalförbundet Amt Rhinow, med administrativt säte i staden Rhinow.
|                                              |
| Utsikt från Wassersuppe mot Hohennauener See |